# 71P/Кларка
Комета Кларка (71P/Clark) — короткопериодическая комета из семейства Юпитера, которая была открыта 9 июня 1973 года новозеландским астрономом Майклом Кларком в обсерватории Маунт-Джон, на момент открытия она имела яркость 13 m. Обладает довольно коротким периодом обращения вокруг Солнца — всего чуть более 5,5 лет.

Орбита кометы Кларка и её положение в Солнечной системе

## История наблюдений
В 1995 году в период своего пятого возвращения комета Кларка наблюдалась 31 мая в момент прохождения перигелия орбиты на расстоянии 1,5525 а. е. В начале июня, хвост кометы достиг углового размера в 8' дуги. А спустя полмесяца своих максимальных размеров 3,5' дуги достигла кома кометы. Примерно в это же время комета светилась чуть ярче звёзд 11m звёздной величины. Вскоре, 2 июля, на дистанции в 0,6145 а. е. она прошла точку наибольшего сближения с Землёй.